# بنیامین بایر
بنیامین بایر (انگلیسی: Benjamin Baier؛ زادهٔ ۲۳ ژوئیهٔ ۱۹۸۸) بازیکن فوتبال اهل آلمان است.
از باشگاه‌هایی که در آن بازی کرده‌است می‌توان به باشگاه فوتبال کیکرز اوفنباخ، باشگاه فوتبال لایپزیگ، باشگاه فوتبال دارمشتات ۹۸، و باشگاه فوتبال روت‌وایس اسن اشاره کرد.